# Nouragues
Nouragues (Frans: Réserve naturelle nationale des Nouragues) is een natuurreservaat dat gelegen is rond de Nouragues Inselberg in de gemeenten Régina en Roura van Frans-Guyana, Frankrijk. Het reservaat beschermt 1.000 km² tropisch regenwoud.

## Overzicht
Nouragues is het tweede natuurreservaat van Frankrijk qua oppervlakte. De naam is van inheemse oorsprong. Het bestaat voornamelijk uit ongerept tropisch regenwoud in een heuvelachtig gebied. De Nouragues Inselberg domineert het landschap met een hoogte van 430 meter.
Nouragues is niet toegankelijk voor het publiek en kan alleen met toestemming worden bezocht.

## Onderzoeksstation
Het Centre national de la recherche scientifique (CNRS) beschikt over twee kampen op de Nouragues Inselberg. Er vinden ongeveer 40 wetenschappelijke expedities per jaar plaats om het tropische regenwoud en biodiversiteit te bestuderen. De kampen zijn te bereiken met de helikopter of via de boot vanaf Saut Pararé.

## Galerij

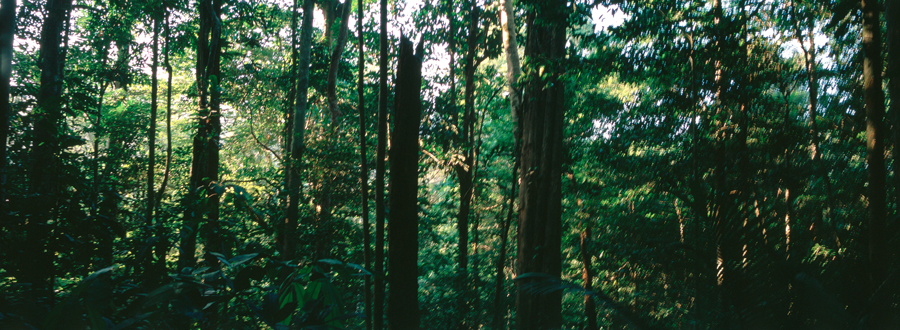
Het dichte regenwoud
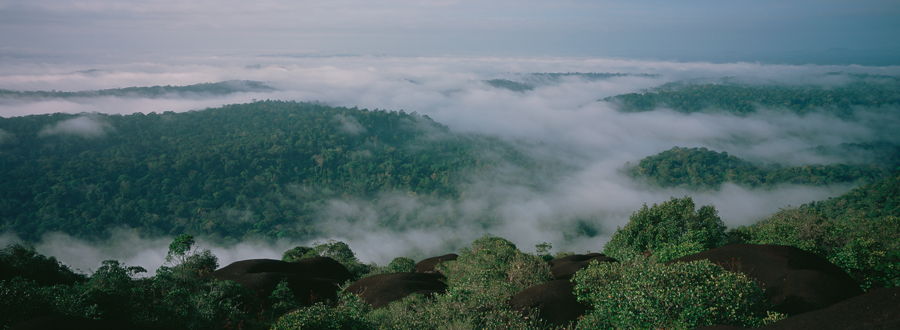
Nouragues gezien vanaf een vliegtuig
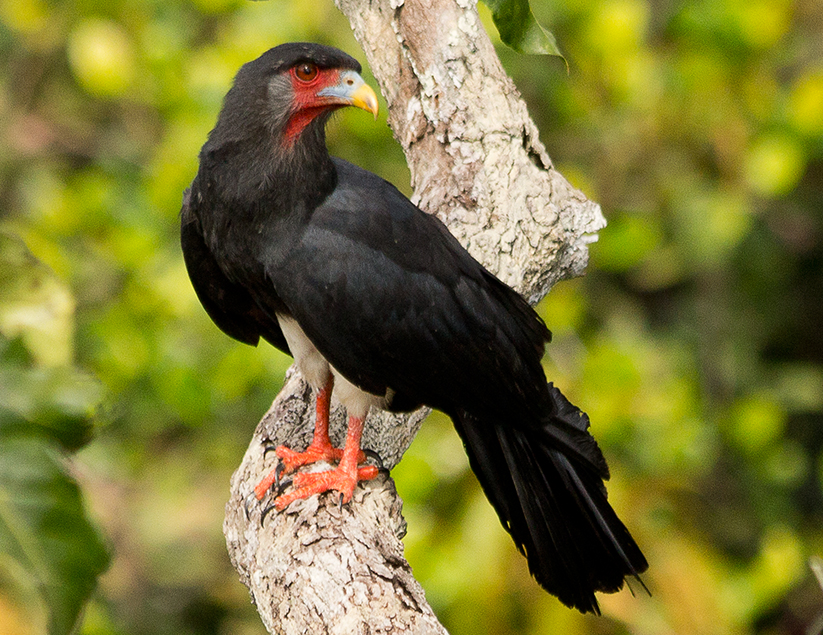
Roodkeelcaracara in Nouragues
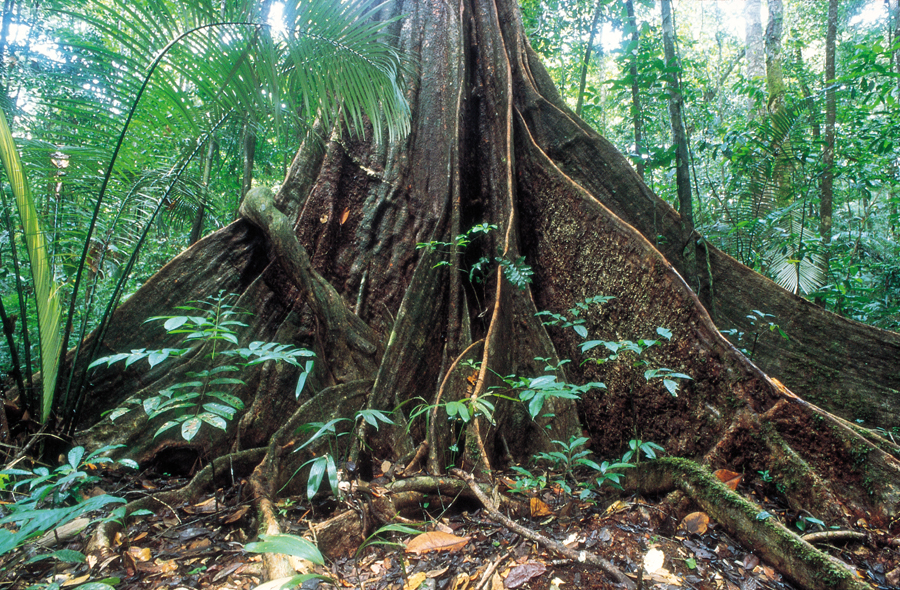
Pradosia cochlearia in Nouragues